# سیتروئن آکادیان
سیتروئن آکادیان (Citroën Acadiane) خودرویی است که در سال‌های ۱۹۷۸ تا ۸۷ تولید شده‌است. طراحی آن خودروهای موتور جلو-محور جلو بوده‌است.

## تعداد تولید
| مدل     | ۱۹۷۷ | ۱۹۷۸   | ۱۹۷۹   | ۱۹۸۰   | ۱۹۸۱   | ۱۹۸۲   | ۱۹۸۳   | ۱۹۸۴   | ۱۹۸۵  | ۱۹۸۶  | ۱۹۸۷  | مجموع   |
| آکادیان | ۱۴۱  | ۳۷٬۷۸۷ | ۴۹٬۶۷۹ | ۴۵٬۴۳۸ | ۳۰٬۸۸۱ | ۳۶٬۰۵۴ | ۲۰٬۳۷۷ | ۱۲٬۷۵۶ | ۸٬۴۲۹ | ۷٬۹۱۵ | ۳٬۹۳۶ | ۲۵۳٬۳۹۳ |